# Essex (New York)
Pour les articles homonymes, voir Essex (homonymie).

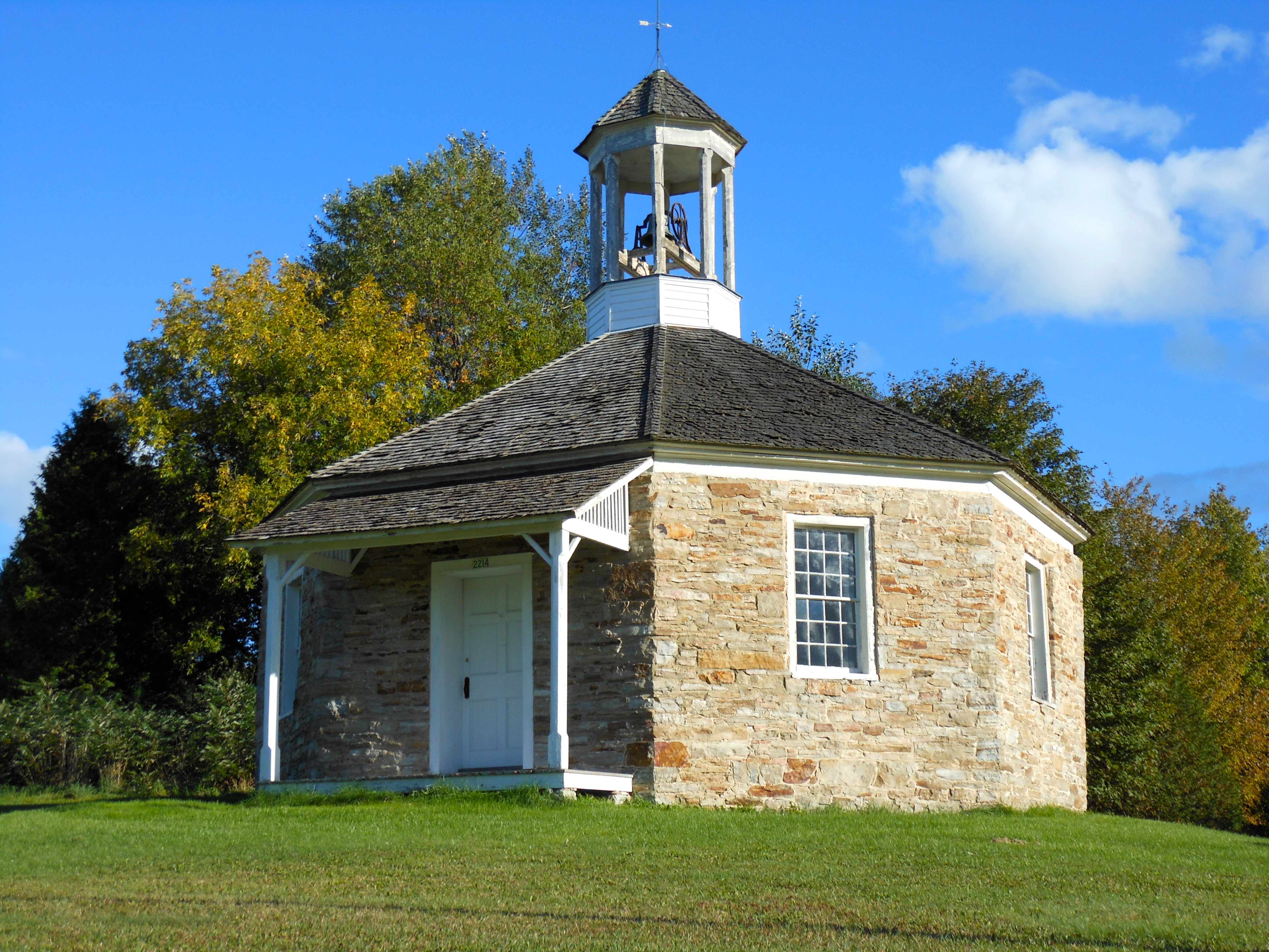
L'ancienne école octogonale de Boquet.

Essex est une municipalité (town) américaine de l'État de New York, située dans le comté d'Essex.

## Géographie
La municipalité s'étend sur 97,3 km2 dans le parc Adirondack et est bordée par le lac Champlain à l'est, à la frontière avec l'État du Vermont. Elle comprend les localités d'Essex, Boquet, Crater Club et Whallonsburg.
|       | Willsboro |                                   |
| Lewis | Essex     | Lac Champlain Charlotte (Vermont) |
|       | Westport  |                                   |

## Histoire
La municipalité est formée en 1805 par séparation de Willsboro. 

## Politique et administration
La municipalité est administrée par un superviseur et un conseil de quatre membres élus pour quatre ans.

## Culture et patrimoine
Le vieux village d'Essex constitue un district historique abritant 150 bâtiments dont le plus ancien est The Dower House, datant de 1793.
Le village de Boquet abrite une ancienne école octogonale construite en 1837 et classée au Registre national des lieux historiques en 1973.